# Heiligenfelde
Heiligenfelde là một đô thị thuộc huyện Stendal, bang Sachsen-Anhalt, Đức. Đô thị Heiligenfelde có diện tích 10,66 km², dân số thời điểm ngày 31 tháng 12 năm 2006 là 231 người.